# 床次眞司
床次 眞司（とこなみ しんじ、1964年11月2日 - ）は、日本の物理学者。専門は保健物理学。
学位は、博士（工学）（早稲田大学・1995年）。弘前大学被ばく医療総合研究所所長・教授。

## 来歴
出典はresearchmap。
鹿児島県生まれ。1984年鹿児島県立甲南高等学校卒業。1988年早稲田大学理工学部資源工学科卒業。1992年早稲田大学大学院理工学研究科修士課程物理学及び応用物理学専攻原子核工学専門分野修了。早稲田大学理工学研究所助手。
1994年早稲田大学大学院理工学研究科博士後期課程物理学及び応用物理学専攻原子核工学専門分野単位取得退学。科学技術庁放射線医学総合研究所環境衛生研究部研究員。1995年2月「ラドン濃度の測定法と大気放射能の線量評価に関する研究」で博士（工学）。
1996年　米国エネルギー省環境測定研究所客員研究員（1997年まで）。2001年　独立行政法人放射線医学総合研究所 ラドン研究グループ主任研究員。2011年　国立大学法人弘前大学被ばく医療総合研究所教授。2016年　国立大学法人弘前大学アイソトープ総合実験室室長。2018年　国立大学法人弘前大学被ばく医療総合研究所所長。

## 主要な国際委員会活動
- 特に、国際標準化活動に力を入れており、これまで国際電気標準会議（IEC）や国際標準化機構（ISO）においてさまざまな規格策定に貢献している。
  - IEC/TC45/SC45B/WG10（ラドン及びラドン子孫核種測定装置）委員（2006年から現在）[6]
  - IEC 61577-2（放射線防護装置-ラドン及びラドン壊変生成核種測定器-パート2：222Rn及び220Rn測定器の特定要件）プロジェクトリーダー（2010年-2014年）[7]
  - IEC 61577-6（パッシブ型積算ラドン測定システム）プロジェクトリーダー（2016年から現在）[8]
  - ISO16641（環境中の放射能測定－大気－ラドン220：パッシブ型固体飛跡検出器を用いた平均放射能濃度評価のための積分測定法）プロジェクトリーダー（2011年から2014）[9]
  - ISO/TC85/SC2/WG17の共同コンビーナ（2019〜現在）
  - ISO/TC147/SC3/WG15コンビーナ（2019〜現在）
- 2005年から2009年にかけて世界保健機関（WHO）が主催する国際ラドンプロジェクトの委員として参画し、「WHO屋内ラドンハンドブック-公衆衛生の観点から-」の出版に貢献した[10]。
- 2011年から2014年にかけて国際放射線単位測定委員会（ICRU）の報告書作成委員会の委員としてICRU Report No. 88（ラドン被ばくの測定と報告）の出版に貢献した。[11]
- 2012年からは国際原子力機関（IAEA）の技術協力専門家として、特にラドンやトロンの計測や線量評価に関する技術協力を行っている[12][13]。
- 2023年6月より欧州、北米に続いて設立された、アジア・オセアニアラドン協会の初代会長に就任した[14]。

## 主な研究活動

### ラドン及びトロンに関する研究
「早稲田大学理工学部資源工学科での卒業研究の際に、ラドンの研究室に配属されたことがきっかけでラドンと出会い、私自身のキャリアの出発点になった。」と令和2年度産業標準化事業表彰受賞者のインタビューにおいて話をしている。卒業研究以降、ラドンやその放射性同位体であるトロンを中心とした測定技術開発、線量評価手法の高度化、肺がんリスク評価を行っている。調査フィールドは国内に留まらず、中国や、インド、インドネシア等の高自然放射線地域や欧米、アフリカ諸国など多岐に渡る。
2000年代初期頃までは、トロン（220Rn）の半減期が55.6秒と短いことからその被ばく影響が無視されていた。そのため、環境中のトロンの影響を無視したラドン計測が行われてきた。床次らは、中国の高自然放射線地域で調査を実施し、その解析によってこれまで実施されたラドン評価にトロンが干渉し、ラドンのリスクを過小評価していることを指摘した。
ラドンとトロンの平均放射能濃度を弁別して評価するパッシブ型ラドン・トロン弁別モニタ（RADUET）を開発し、ISO16641の策定にプロジェクトリーダーとして大きな貢献をした。RADUETは現在、多くの国や地域での大規模ラドン調査に利用されている。ラドンやトロン及びそれらの子孫核種（放射性エアロゾル）を任意の放射能濃度で安定して曝露できる装置を開発し、さまざまな測定器の較正や実験に活用されている。

### 東京電力福島原子力発電所事故における住民の線量評価
2011年3月11日に発生した東日本大震災に伴う東京電力福島第一原子力発電所事故では、3月15日より福島県に入り、被ばくスクリーニング検査の対応を行った。その際に、放射性物質の汚染レベルを評価することが必要であると考え、県内のさまざまな地点で土壌、植物、水などの採取を行い、環境試料中の放射能や被ばく線量を評価した。2011年4月11日から16日にかけて福島県双葉郡浪江町の住民や南相馬市から福島市内へと避難した住民の甲状腺初期被ばく調査を実施した。0歳から83歳までの62名の住民に対して、NaI(Tl)シンチレーションスペクトロメータを用いて甲状腺中の放射性ヨウ素131の摂取量を評価した。その結果、甲状腺等価線量の最大値として33ミリシーベルトであると評価され、ほとんどの人たちは5ミリシーベルト以下であることを報告した。

## 特許
- 2006年　ナノメーターサイズ領域の標準粒子の発生方法とその発生装置（特許第3783912号）[26]
- 2022年　放射性微粒子製造システムおよび放射性微粒子製造方法（特許第7095894号）[27]
- 2021年9月　Radioactive fine particle manufacturing system, and radioactive fine particle manufacturing method（EP3608920B1）[28]
- 2023年６月　Radioactive fine particle manufacturing system and method（US11688525B2）[29]

## 受賞
- 2001年7月　日本エアロゾル学会井伊谷賞「黄砂によって高められた自然放射線レベル」日本エアロゾル学会[30]
- 2005年6月　日本保健物理学会論文賞「中国における高ラドン・トロン地域での疫学研究の可能性」　日本保健物理学会[31]
- 2013年12月　公益信託武見記念生存科学研究基金　武見記念賞[32]
- 2020年10月　産業標準化表彰（経済産業大臣表彰）経済産業省[33]
- 2021年12月　令和3年度弘前大学学術特別賞（遠藤賞）弘前大学[34]